# Labradorrøn
Labradorrøn (Sorbus decora), ofte skrevet labrador-røn, er et lille, løvfældende træ med en rundagtig krone og stive skud. Da arten er fuldstændigt hårdfør, bruges den som prydtræ i haver og parker.

## Beskrivelse
Labradorrøn er et lille løvfældende træ (eller en stor busk) med en rundagtig krone og stive hovedgrene. Barken er først glat og rødligt grå. Senere bliver den rent grå med lyse korkporer, og på gamle grene og stammen kan barken blive opsprækkende. Knopperne er spredt stillede, kegleformede og spidse med mørkt rødbrune til næsten sorte knopskæl. 
Bladene er uligefinnede med usædvanligt store småblade, der er aflangt ægformede med savtakket rand. Oversiden er blågrøn, mens undersiden er grågrøn og næsten hårløs. Høstfarven er lysende orangerød. Blomstringen finder sted i maj-juni, hvor man finder blomsterne samlet i flade halvskærme. De enkelte blomster er 5-tallige og regelmæssige med hvide kronblade. Frugterne er kuglerunde til let sammentrykte bæræbler, der er 1-1,5 cm i diameter og har lysende, rødt skind.
Rodsystemet er fladt med flere højtliggende hovedrødder og talrige siderødder. De planter, der forhandles i Danmark er oftest podet på alm. røn, hvis rodsystem de så overtager.
Højde x bredde og årlig tilvækst: 8 x 6 m (25 x 16 cm/år).

## Hjemsted
Labradorrøn hører, som navnet siger hjemme i den canadiske delstat Labrador, men den findes også på Newfoundland og ind på kontinentet til syd for Hudsonbugten. Desuden findes den i New England og i staterne syd og vest for de store søer. Alle steder findes den som pionertræ i fuld sol til let skygge med en jordbund, som er konstant fugtig, men dog veldrænet. 
I Kouchibouguac Nationalparken, som ligger på østkysten af provinsen New Brunswick, Canada, vokser arten i fugtige skove sammen med bl.a. alleghenybærmispel, perlekurv, rosmarinlyng, thuja, vildvin, amerikansk asp, amerikansk sumpiris, amerkansk bøg, balsamædelgran, bregnepors, bølget treblad, canadisk bøffelbær, canadisk gyldenris, canadisk hønsebær, glansbladet rose, grønlandsk post, grå valnød, hjertebladet asters, hvidgran, håret solhat, indianerpibe, kanelbregne, lav blåbær, mosepors, nedliggende bjergte, nybelgisk asters, næbhassel, papirbirk, pennsylvansk vokspors, pilekornel, Rhododendron canadense, rødask, rødeg, rød løn, skarlagenjordbær, skærmvintergrøn, smalbladet kalmia, sortfrugtet surbær, storfrugtet tranebær, sumprose, toårig natlys, virginsk hæg, virginsk vinterbær, weymouthfyr, østamerikansk hemlock og østamerikansk lærk

## Ny art
Grønlandsk røn (Sorbus groenlandica) har tidligere været betragtet som en varietet af labradorrøn med navnet Sorbus decora var. groenlandica, men i dag skal den placeres som en selvstændig art. Det er et lille, løvfældende og buskagtigt træ med hvide blomster og aflange, brunrøde frugter. Løvet ligner til forveksling løvet hos labradorrøn.
| Portal | Portal:Botanik |

## Note
1. ↑  Kouchibouguac nationalparks netsted - en grundig oversigt over planterne i nationalparken, på (engelsk)
2. ↑   Se foto på Finn Johannesen: Grønlands Flora Online